# Wardell (Missouri)
Wardell – miasto w Stanach Zjednoczonych, w stanie Missouri, w hrabstwie Pemiscot.